# Arantia fatidica
Arantia fatidica är en insektsart som först beskrevs av Carl Stål 1873.  Arantia fatidica ingår i släktet Arantia och familjen vårtbitare. Inga underarter finns listade i Catalogue of Life.